# Кателево
Кателево — деревня в Старорусском районе Новгородской области в составе Наговского сельского поселения.

## География
Находится в южной части Новгородской области на расстоянии приблизительно 13 км на северо-запад по прямой от железнодорожного вокзала города Старая Русса.

## История
На карте 1847 года уже была обозначена (тогда Какилево). В 1908 году здесь (деревня Старорусского уезда Новгородской губернии) было учтено 30 дворов.

## Население
Численность населения: 219 человек (1908 год), 62 (русские 90 %) в 2002 году, 75 в 2010.